# Luis Ernesto Michel
Luis Ernesto Michel Vergara (* 21. Juli 1979 in Guadalajara, Jalisco) ist ein ehemaliger mexikanischer Fußballtorwart, der aufgrund seiner hervorragenden Reflexe den Spitznamen El Gato (die Katze) erhielt. 

## Biografie

### Verein
Michel spielte bereits als Kind und Jugendlicher in den Nachwuchsmannschaften von Chivas Guadalajara, in dessen Reihen er am 24. September 2003 auch sein Erstligadebüt in einem Auswärtsspiel beim CD Irapuato gab, das Chivas mit 3:2 gewann. 
Weil es für den talentierten Torwart jedoch keine Chance gab, den an Nummer eins gesetzten Teamkollegen Oswaldo Sánchez aus dem Tor zu verdrängen, wurde Michel an den Ligarivalen Santos Laguna transferiert. Bald kehrte Michel jedoch nach Guadalajara zurück und spielte häufig für Chivas Coras, eine Reservemannschaft des Club Deportivo Guadalajara. Gelegentlich kam er auch in der ersten Mannschaft zum Einsatz, wenn Oswaldo Sánchez gleichzeitig für die Nationalmannschaft im Einsatz war. Seit dessen Weggang zu Santos Laguna im Januar 2007 ist Michel Stammtorhüter seines langjährigen Vereins Chivas Guadalajara und seit 11. Januar 2010 fungiert er zudem als Mannschaftskapitän.

### Nationalmannschaft
Luis Ernesto Michel gab sein Länderspieldebüt für die mexikanische Fußballnationalmannschaft in einem Testspiel gegen Neuseeland (2:0) am 3. März 2010. Sein viertes und bisher letztes Länderspiel absolvierte er am 30. Mai 2010 in einem in Deutschland ausgetragenen Testspiel gegen Gambia, das Mexiko mit 5:1 gewann und in dem Michel sein erstes Gegentor in einem Länderspiel hinnehmen musste. Michel gehörte auch zum Kader Mexikos bei der WM 2010, kam jedoch nicht zum Einsatz.